# Biganos
Biganos [biɡanɔs] (Viganòs en gascon) est une commune du Sud-Ouest de la France, située dans le bassin d'Arcachon dans le département de la Gironde en région Nouvelle-Aquitaine.
Ses habitants sont appelés les Boïens.

## Géographie

### Localisation

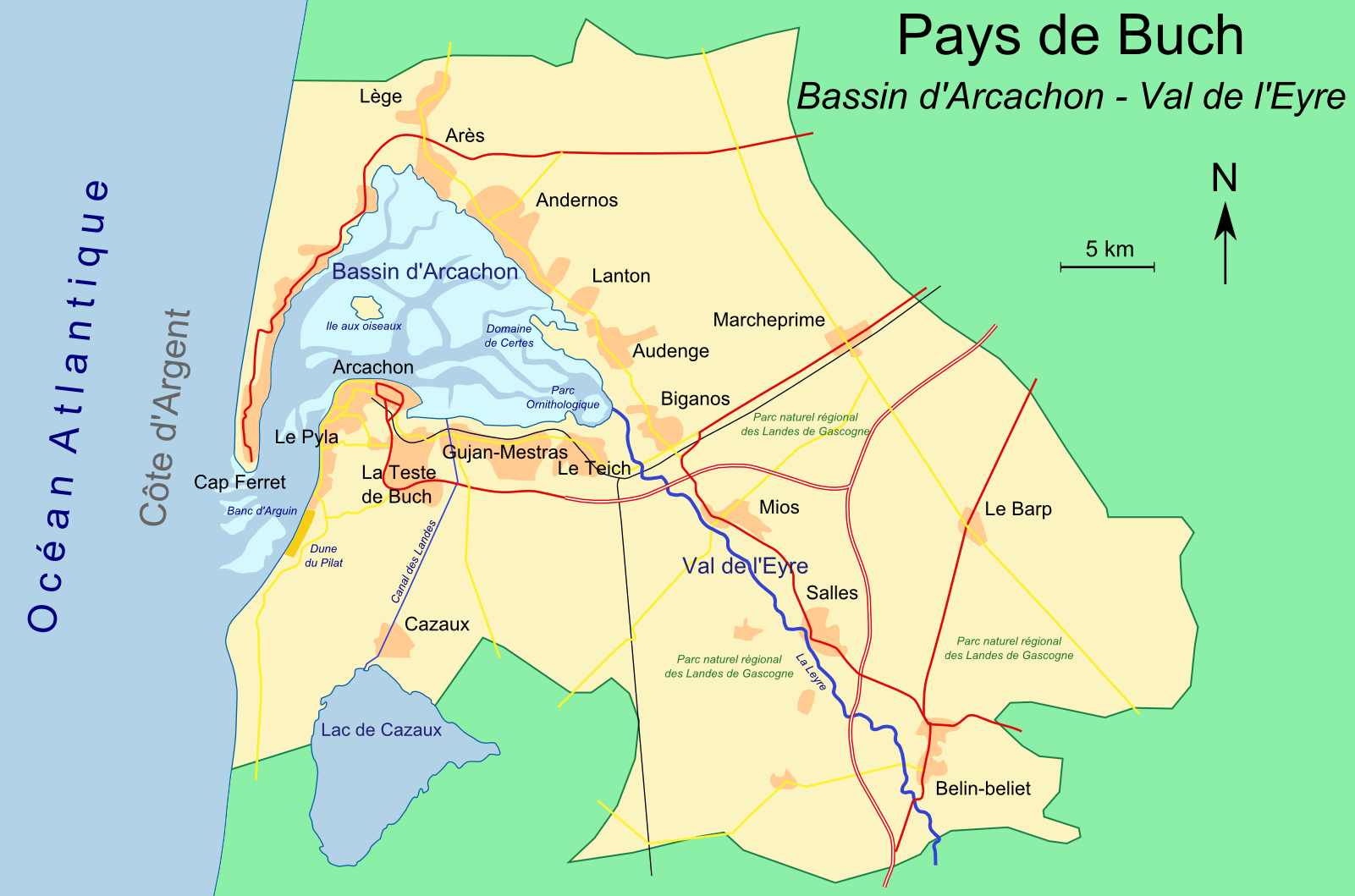
Carte du bassin d'Arcachon.

Commune située dans le Pays de Buch au cœur du parc naturel régional des Landes de Gascogne, Biganos est l'une des dix localités qui bordent le bassin d'Arcachon et se trouve à la croisée des chemins du nord et sud du bassin.
La ville est bordée par l'Eyre, fleuve côtier qui se jette dans le bassin d'Arcachon par un delta dont un bras ou un court affluent porte le nom d'Eyga ou « ruisseau de Leygat ».

### Communes limitrophes
Les communes limitrophes sont  Audenge, Le Teich, Marcheprime et Mios.
|          | Audenge |             |
| Le Teich | Biganos | Marcheprime |
|          | Mios    |             |

### Climat
Pour des articles plus généraux, voir Climat de la Nouvelle-Aquitaine et Climat de la Gironde.
Historiquement, la commune est exposée à un climat océanique aquitain.  
En 2020, Météo-France publie une typologie des climats de la France métropolitaine dans laquelle la commune est exposée à un climat océanique et est dans la région climatique  Littoral charentais et aquitain, caractérisée par une pluviométrie élevée en automne et en hiver, un bon ensoleillement, des hiver doux (6,5 °C), soumis à la brise de mer.
Pour la période 1971-2000, la température annuelle moyenne est de 13 °C, avec une amplitude thermique annuelle de 13,9 °C. Le cumul annuel moyen de précipitations est de 962 mm, avec 12,6 jours de précipitations en janvier et 7 jours en juillet. Pour la période 1991-2020, la température moyenne annuelle observée sur la station météorologique la plus proche, située sur la commune de Belin-Béliet à 22 km à vol d'oiseau, est de 14,0 °C et le cumul annuel moyen de précipitations est de 927,7 mm,. Pour l'avenir, les paramètres climatiques de la commune estimés pour 2050 selon différents scénarios d’émission de gaz à effet de serre sont consultables sur un site dédié publié par Météo-France en novembre 2022.

## Urbanisme

### Typologie
Au 1er janvier 2024, Biganos est catégorisée centre urbain intermédiaire, selon la nouvelle grille communale de densité à sept niveaux définie par l'Insee en 2022.
Elle appartient à l'unité urbaine de Biganos, une agglomération intra-départementale regroupant deux  communes, dont elle est ville-centre,,. Par ailleurs la commune fait partie de l'aire d'attraction de Bordeaux, dont elle est une commune de la couronne,. Cette aire, qui regroupe 275 communes, est catégorisée dans les aires de 700 000 habitants ou plus (hors Paris),.
La commune, bordée par l'océan Atlantique, est également une commune littorale au sens de la loi du 3 janvier 1986, dite loi littoral. Des dispositions spécifiques d’urbanisme s’y appliquent dès lors afin de préserver les espaces naturels, les sites, les paysages et l’équilibre écologique du littoral, tel le principe d'inconstructibilité, en dehors des espaces urbanisés, sur la bande littorale des 100 mètres, ou plus si le plan local d’urbanisme le prévoit.

### Occupation des sols

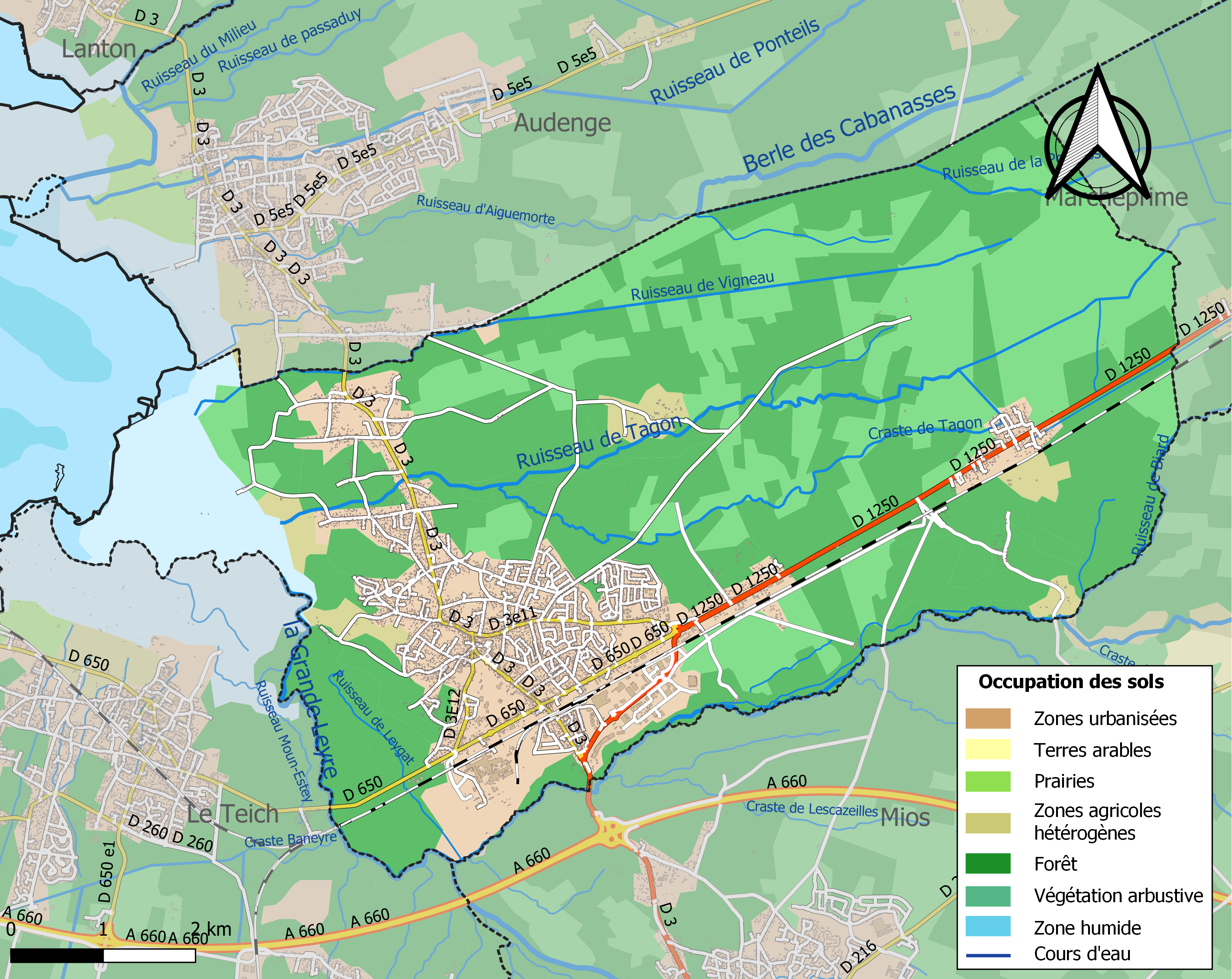
Carte des infrastructures et de l'occupation des sols de la commune en 2018 (CLC).

L'occupation des sols de la commune, telle qu'elle ressort de la base de données européenne d’occupation biophysique des sols Corine Land Cover (CLC), est marquée par l'importance des forêts et milieux semi-naturels (76 % en 2018), une proportion sensiblement équivalente à celle de 1990 (75,5 %). La répartition détaillée en 2018 est la suivante : 
forêts (50,4 %), milieux à végétation arbustive et/ou herbacée (25,6 %), zones urbanisées (15,1 %), zones industrielles ou commerciales et réseaux de communication (3,6 %), zones agricoles hétérogènes (2,7 %), zones humides côtières (2,6 %). L'évolution de l’occupation des sols de la commune et de ses infrastructures peut être observée sur les différentes représentations cartographiques du territoire : la carte de Cassini (XVIIIe siècle), la carte d'état-major (1820-1866) et les cartes ou photos aériennes de l'IGN pour la période actuelle (1950 à aujourd'hui).

### Voies de communication et transports
La ville est desservie par la SNCF avec la Gare de Facture-Biganos qui est située sur la ligne Bordeaux - Irun (services TER Nouvelle-Aquitaine Bordeaux-Arcachon, Bordeaux-Irun et Bordeaux-Tarbes).
Biganos est située à 36 km de l'aéroport de Bordeaux-Mérignac.

### Risques majeurs
Le territoire de la commune de Biganos est vulnérable à différents aléas naturels : météorologiques (tempête, orage, neige, grand froid, canicule ou sécheresse), inondations, feux de forêts et séisme (sismicité très faible). Un site publié par le BRGM permet d'évaluer simplement et rapidement les risques d'un bien localisé soit par son adresse soit par le numéro de sa parcelle.
La commune fait partie du territoire à risques importants d'inondation (TRI) d’Arcachon, regroupant les 10 communes du bassin d'Arcachon concernées par un risque de submersion marine, un des 18 TRI qui ont été arrêtés fin 2012 sur le bassin Adour-Garonne. Aux XXe et XXIe siècles, les événements significatifs sont ceux de 1882, 1896, 1897 puis 1924, 1951, 1984 et 1999. Au XXe siècle, les tempêtes Klaus, entre le 23 et le 25 janvier 2009 et Xynthia des 27 et 28 février 2010 ont marqué les esprits. Des cartes des surfaces inondables ont été établies pour trois scénarios : fréquent (crue de temps de retour de 10 ans à 30 ans), moyen (temps de retour de 100 ans à 300 ans) et extrême (temps de retour de l'ordre de 1 000 ans, qui met en défaut tout système de protection). La commune a été reconnue en état de catastrophe naturelle au titre des dommages causés par les inondations et coulées de boue survenues en 1982, 1999, 2000, 2009, 2013, 2014 et 2020 et au titre des inondations par remontée de nappe en 2013 et 2014,.
Biganos est exposée au risque de feu de forêt. Depuis le 20 avril 2016, les départements de la Gironde, des Landes et de Lot-et-Garonne disposent d’un règlement interdépartemental de protection de la forêt contre les incendies. Ce règlement vise à mieux prévenir les incendies de forêt, à faciliter les interventions des services et à limiter les conséquences, que ce soit par le débroussaillement, la limitation de l’apport du feu ou la réglementation des activités en forêt. Il définit en particulier cinq niveaux de vigilance croissants auxquels sont associés différentes mesures. Sur le plan de l'aménagement du territoire la commune dispose d'un plan de prévention des risques incendies feux de forêts (PPRIF).

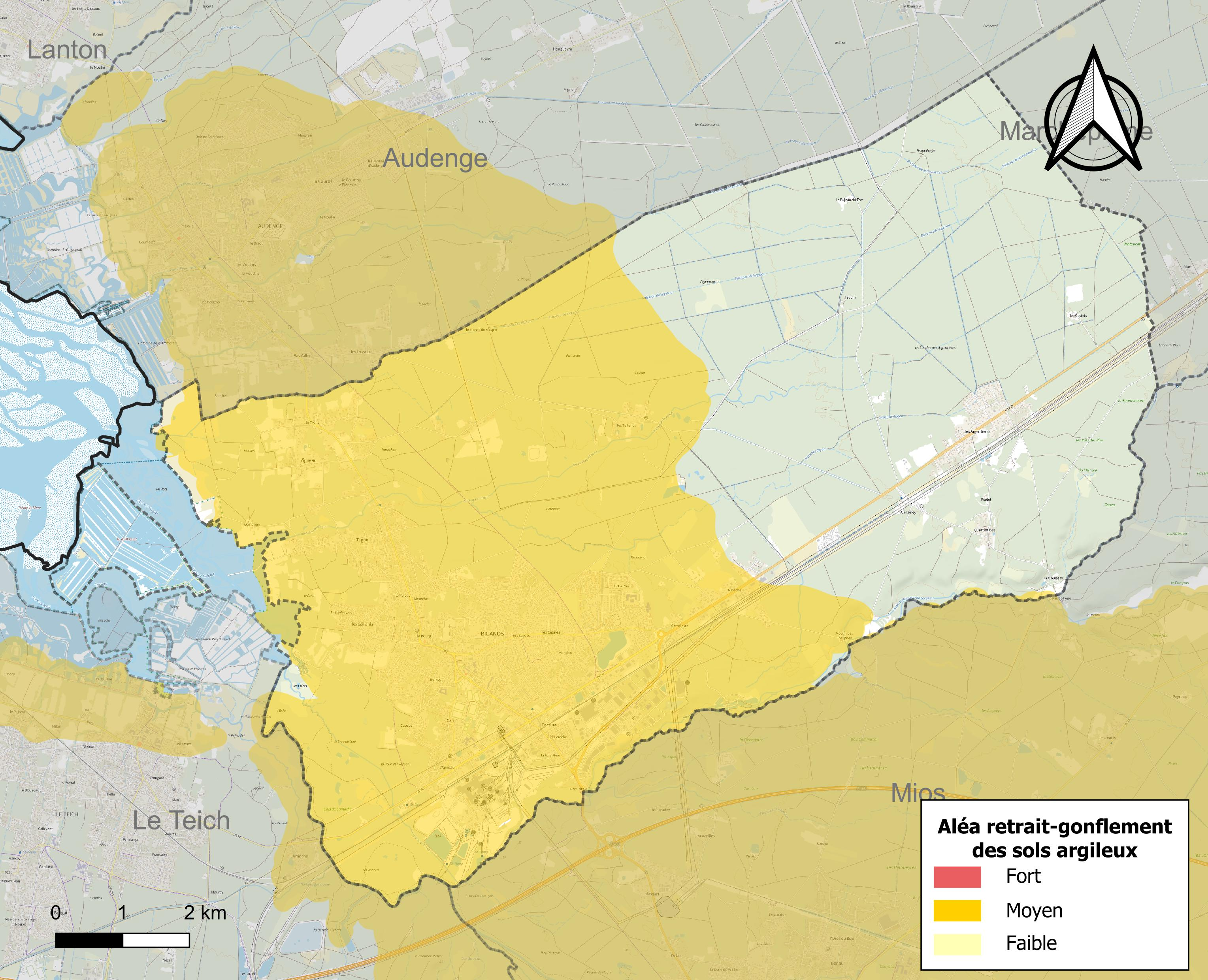
Carte des zones d'aléa retrait-gonflement des sols argileux de Biganos.

Le retrait-gonflement des sols argileux est susceptible d'engendrer des dommages importants aux bâtiments en cas d’alternance de périodes de sécheresse et de pluie. 52,9 % de la superficie communale est en aléa moyen ou fort (67,4 % au niveau départemental et 48,5 % au niveau national). Sur les 4 174 bâtiments dénombrés sur la commune en 2019,  3 909 sont en aléa moyen ou fort, soit 94 %, à comparer aux 84 % au niveau départemental et 54 % au niveau national. Une cartographie de l'exposition du territoire national au retrait gonflement des sols argileux est disponible sur le site du BRGM,.
Par ailleurs, afin de mieux appréhender le risque d’affaissement de terrain, l'inventaire national des cavités souterraines permet de localiser celles situées sur la commune.
Concernant les mouvements de terrains, la commune a été reconnue en état de catastrophe naturelle au titre des dommages causés par des mouvements de terrain en 1999.

## Toponymie
Le toponyme actuel est attesté sous la même forme depuis 1339 (Sanctus Gervasius de Biganos).
Auparavant, le quartier de la Mothe était la capitale du pays de Buch, connue sous les noms :
- Boios[28] ou Boii (du nom du peuple, les boii), Bogium (1307-1317)… ;
- la Mota de Bugh (1289), La Mothe en Buch, Lamothe…

Le toponyme Biganos est un nom de domaine aquitano-roman, vraisemblablement basé sur le nom de personne *Vicanus (du latin vicanus 'villageois') et le suffixe locatif -otz / -os.

## Histoire

### Antiquité et Moyen Âge
- Plusieurs nécropoles tumulaires du premier âge du fer ont été signalées sur la rive gauche du ruisseau de Tagon par le Dr Peyneau en 1926 : elles jalonnent probablement un chemin protohistorique reliant les vallées de la Garonne et de la Leyre[30]. Des traces d'occupation ont été repérées au lieu-dit Lamothe (dans le delta de l'Eyre entre Biganos et Le Teich). Les Gaulois exploitaient alors l'alios en tant que minerai de fer.
- Le bois de Lamothe se révèle progressivement comme l'antique Boios, chef lieu du pays de Buch et possible évêché[31],[32].
- Le gentilé Boïen de Biganos est le nom du peuple local (il existe un peuple celtique de même nom en Bohème).
- Le suffixe -os- de Biganos se retrouve dans une bonne partie de la Gascogne et notamment dans plusieurs lieux situés au bord de la Leyre et jusqu'au bord du bassin d'Arcachon (Biganos, Mios, Caudos, Andernos, Pissos) ; il s'agit du résultat d'un suffixe -otz(e), propre à l'aquitain, langue considérée comme proto-basque, parlée avant la colonisation romaine[33]. Le cas de Lugos, dans la même zone, est cependant analogique.

Le chemin Bougès, qui reliait Burdigala à La Mothe, passait par les Argenteyres (centré sur l'actuel quartier bas), réécrit aujourd'hui les Argentières.

### Époque moderne
Pour l'état de la commune au XVIIIe siècle, voir l'ouvrage de Jacques Baurein.

### Époque contemporaine
Au début du XXe siècle, la commune était desservie par le chemin de fer. Le lieu-dit Facture voyait la séparation de la ligne Bordeaux-Arcachon et de la ligne Bordeaux-Bayonne-Irun. Il existait encore à Biganos un reste d'industrie métallurgique avec la présence de petites fonderies.
C'est de Facture que sont parties les locomotives CC 7107 et BB 9004 détentrices des records de vitesse sur rail de 1955 ayant permis de cadrer les problèmes de l'accès à la grande vitesse préalables au développement des futurs TGV.
La fin du XXe siècle a vu un fort développement démographique de la ville malgré le déclin de ses industries. Au début du XXIe siècle, la métallurgie n'est qu'un souvenir. La Cellulose du Pin, devenue Smurfit Kappa, est toujours la première unité européenne de production de papier kraft base pour cartons, mais celle-ci, désormais très automatisée, n'est plus le premier employeur de la commune (c'est le magasin Auchan). Désormais relativement étendue, la ville englobe ses anciens bourgs disjoints dont Facture et d'autres, maintenant quartiers de la ville.

## Héraldique
| Armes | Les armes de Biganos se blasonnent ainsi : D'azur à la tour d'argent ouverte et maçonnée de sable sur une terrasse de sinople. |

Le logo de Biganos
Les gouttes d'eau représentent les sept rivières qui sont sous la ville de Biganos.
Le vert de la feuille représente l'environnement de la forêt.
Le orange représente les pinèdes : quand les pins sont coupés, la sève ressort avec cette couleur rouge orangé.
Le « A » de Biganos représente l'entrée du Bassin et du delta de la Leyre, d'où le nom « Porte du bassin».

## Politique et administration

### Liste des maires
| Période                                  | Période  | Identité        | Étiquette   | Qualité                                                 |
| ---------------------------------------- | -------- | --------------- | ----------- | ------------------------------------------------------- |
| Les données manquantes sont à compléter. |          |                 |             |                                                         |
| 1970                                     | 1977     | Raymond Labache |             |                                                         |
| mars 1977                                | 2005     | Lucien Mounaix  | DVG puis SE | Instituteur puis directeur d'école primaire             |
| 2005                                     | 2008     | Martine Galloux |             |                                                         |
| mars 2008                                | En cours | Bruno Lafon     | SE          | Sylviculteur Président de la communauté d'agglomération |

## Démographie
L'évolution du nombre d'habitants est connue à travers les recensements de la population effectués dans la commune depuis 1793. Pour les communes de plus de 10 000 habitants les recensements ont lieu chaque année à la suite d'une enquête par sondage auprès d'un échantillon d'adresses représentant 8 % de leurs logements, contrairement aux autres communes qui ont un recensement réel tous les cinq ans,.

En 2022, la commune comptait 11 303 habitants, en évolution de +7,96 % par rapport à 2016 (Gironde : +6,91 %, France hors Mayotte : +2,11 %).
| 1793 | 1800 | 1806 | 1821 | 1831  | 1836  | 1841  | 1846  | 1851  |
| ---- | ---- | ---- | ---- | ----- | ----- | ----- | ----- | ----- |
| 570  | 614  | 780  | 708  | 1 019 | 1 083 | 1 085 | 1 268 | 1 149 |

| 1856  | 1861  | 1866  | 1872  | 1876  | 1881  | 1886  | 1891  | 1896  |
| ----- | ----- | ----- | ----- | ----- | ----- | ----- | ----- | ----- |
| 1 300 | 1 591 | 1 786 | 1 669 | 1 735 | 1 866 | 1 920 | 1 926 | 2 039 |

| 1901  | 1906  | 1911  | 1921  | 1926  | 1931  | 1936  | 1946  | 1954  |
| ----- | ----- | ----- | ----- | ----- | ----- | ----- | ----- | ----- |
| 1 987 | 2 105 | 2 165 | 2 275 | 2 776 | 2 940 | 3 106 | 2 717 | 3 344 |

| 1962  | 1968  | 1975  | 1982  | 1990  | 1999  | 2006  | 2011  | 2016   |
| ----- | ----- | ----- | ----- | ----- | ----- | ----- | ----- | ------ |
| 3 781 | 4 213 | 4 416 | 4 588 | 5 908 | 6 950 | 8 622 | 9 760 | 10 470 |

| 2021   | 2022   | - | - | - | - | - | - | - |
| ------ | ------ | - | - | - | - | - | - | - |
| 11 095 | 11 303 | - | - | - | - | - | - | - |

## Économie
(octobre 2009).
Si vous disposez d'ouvrages ou d'articles de référence ou si vous connaissez des sites web de qualité traitant du thème abordé ici, merci de compléter l'article en donnant les références utiles à sa vérifiabilité et en les liant à la section « Notes et références ».
Biganos présente un élevage d'esturgeons pour le caviar d'appellation « caviar d'Aquitaine », installé lui aussi sur un moulin, le moulin de la Cassadote, à l'origine un moulin construit sur le ruisseau du Lacanau, qui produisait de la farine. Plus tard, une pisciculture a été installée et la production d'esturgeons. Après plusieurs essais, une variété a été acclimatée avec succès.
Biganos est aussi connue pour son usine, exploitant la forêt des Landes pour la fabrication de papier kraft, appartenant actuellement à la société internationale Smurfit Kappa après avoir appartenu pendant de longues années à Saint-Gobain. Cette industrie est très ancienne sur le site puisqu'à l'origine, un moulin papetier avait été construit sur le ruisseau du Lacanau de Mios au lieu-dit Pont Nau dont on peut encore voir les vestiges à l'entrée sud de la ville.

## Lieux et monuments
- Deux ports authentiques conservés à Biganos avec leurs pinasses et leurs cabanes d'ostréiculteurs.
  - Le port de Biganos classé en zone protégée. Il est le seul port placé en pleine forêt.
  - Le port des Tuiles sous protection du conservatoire du littoral et des rivages.
- Le moulin de la Cassadotte avec la pisciculture et la production de caviar de la Gironde.
- L'église Saint-Gervais construite en 1866 et qui abrite des fonts baptismaux romains.
- Le site archéologique de Biganos constitué d'une ville romaine enfouie entre les rivières de l'Eyre et de l'Eyga. Des hommes ont été enterrés à l'époque mérovingienne dans des sarcophages de pierre près de l'église paléochrétienne de Boii ou Boios.
- L'île de Malprat (mauvais pré), située dans le delta de l'Eyre.

## Personnalités liées à la commune
- Robert Paul (né le 20 avril 1910 à Biganos - mort le 15 décembre 1998), athlète français qui a remporté 12 titres nationaux dans quatre disciplines différentes, de sprint et de saut. Il a été essentiellement licencié au CA Bègles à la fin des années 1920, au Racing club de France au milieu des années 1930, et de nouveau à Bègles durant la guerre. Il a participé aux Jeux olympiques d'été de 1936. Son palmarès est riche de 25 sélections en équipe de France A, de 1929 à 1937, 7 records de France du saut en longueur, vice-champion d'Europe du relais 4×400 m en 1934, champion de Grande-Bretagne du saut en longueur en 1934 et 1935, champion de France du 100 m, champion de France du 200 m, 6 titres de champion de France de saut en longueur, champion de France de triple-saut.
- Roger Garnung (né le 2 décembre 1935 à Biganos et mort en 1999) est un joueur de rugby à XIII, 18 fois international français, dont le stade municipal porte désormais le nom, en hommage à sa très belle carrière, et à l'empreinte indélébile de ce sport sur l'histoire sportive de la commune.

## Équipements et services

### Sports
À Biganos, il y a trois stades de football, un stade de rugby et deux salles polyvalentes multisports.
Le stade de rugby, anciennement dénommé "stade de la Verrerie", célèbre à la grande époque du rugby à XIII local, a été entièrement rénové et porte le nom de l'ancien international Roger Garnung.
À l'aube de la saison 2008/2009, le club de football, l'Association Sportive Facture Biganos Boïen section football remonte en Promotion de Ligue après trois années de purgatoire en « District ». Ayant connu les hautes sphères du football aquitain pendant les années 1990, l'ASFBB voulait retrouver le bon niveau. Après deux montées en deux saisons, les joueurs du club des Papetiers retrouvent la Ligue d'Aquitaine. Début 2009, on apprend la signature surprise de l'ancien international français Jean-Pierre Papin comme joueur au sein de ce club. Le club évolue aujourd’hui[Quand ?] en Division Honneur Régionale (DHR).
En handball féminin, l'« Entente Mios-Biganos » participe au championnat de France de Division 1 de 2003 à 2013, côtoyant régulièrement l'élite et, de temps en temps, le niveau européen. En 2011, l'équipe de handball féminine a gagné une coupe d'Europe.
En rugby à XIII, l'équipe de rugby de Facture XIII gagne la Coupe Nationale Amateurs devenue depuis "Coupe Falcou" à cinq reprises, avec un dernier titre en 1962.
En 2009, le rugby à XIII redémarre sur le bassin d'Arcachon. Une équipe féminine participe au championnat régional en 2009-2010, puis accède à l'Elite et remporte magnifiquement le titre national à quatre reprises. Cette équipe féminine rejoint en 2019 la section rugby à XIII des Girondins de Bordeaux, dans le cadre d'une entente entre les deux clubs.
Une équipe masculine participe au championnat régional en 2016-2017. En 2009, le public du stade municipal de Biganos a vu se dérouler la première finale de la "Super Coupe" de rugby à XIII organisée par le club local et Orange TV.

### Culture et loisirs
- Canoë et/ou kayak sur la Leyre ;
- Piste cyclable intégrée dans un circuit faisant le tour du bassin d'Arcachon ;
- Salle de cinéma et théâtre ;
- Une bibliothèque municipale ;
- Associations présentes sur le territoire communal.
- Piste de karting Top Gun Evasion.
- Trampoline, à côté du Lidl.

### Enseignement
- Trois groupes scolaires publics :
  - École maternelle Marcel Pagnol
  - École élémentaire Jules Ferry
  - École élémentaire du Lac-Vert qui accueille les enfants du quartier du Lac-Vert et de ses alentours
- Collège public Jean Zay
- Lycée public de la Côte d'Argent

### Ligne de bus
Liaisons régulières :
- Andernos/Mios par autocar CITRAM Aquitaine no 610, pour le transport des enfants vers les établissements scolaires.

### Jumelages
- Saint-Martin-de-Fontenay (France) dans le Calvados, près de Caen.